# ボストン・コンサルティング・グループ
ボストン コンサルティング グループ (Boston Consulting Group) は、1963年にブルース・ヘンダーソンやジェイムズ・アベグレンらによって設立された、アメリカ合衆国に本社を置くコンサルティングファーム。略称はBCG。
世界50ヶ国90以上の都市に拠点を展開し、約30,000人のスタッフを擁する、グローバルな戦略系コンサルティングファームとして知られる。世界的企業上位500社の3分の2がBCGのクライアントとなっている。「経験曲線」や「プロダクト・ポートフォリオ・マネジメント(PPM)」といった経営コンセプトの開発も手掛ける。
ハーバード・ビジネス・スクールのベーカー・スカラー(成績上位5%の学生に与えられるタイトル)の日本人受賞者は現在7人の内4人はBCG関係者である(堀紘一、名和高司、御立尚資、岩瀬大輔の4人)。
1966年、ボストンに次ぐ世界2番目の拠点として日本法人を東京に開設。2019年に東京都千代田区紀尾井町のニューオータニガーデンコートから中央区日本橋室町の日本橋室町三井タワーに東京オフィスを移転。2003年に名古屋、2020年に大阪、京都、2022年4月には福岡にオフィスを設立。日本で最も古い歴史を持つ外資系戦略コンサルティングファームである。

## ランキング
- 米Vault社「世界で最も権威あるコンサルティングファーム(2023年)」：第2位[2]
- 米Vault社 「アジア・パシフィック地区における最も働きたいコンサルティングファーム(2018)」：第1位[3]
- OpenWork社「働きがいのある企業ランキング2023」：第1位[4]
- 大学通信社「入社が難しい有名企業ランキング2024」：第1位[5]

## 主な出身者
- ミット・ロムニー - 元マサチューセッツ州知事、上院議員（ハーバードJD,MBA）
- ベンヤミン・ネタニヤフ - イスラエルの首相（MIT MS）
- ジョン・レジェンド - 歌手（ハーバード名誉D）
- ウィリアム・ハガティ - 元駐日アメリカ合衆国大使（ヴァダービルトJD）
- アデバヨ・アロンジ - 薬剤師、RxAll Inc.共同設立者（一橋院、ハーバードMPA)

### 日本法人
- 相葉宏二 - 早稲田大学教授（東大法、ハーバードMBA）
- 秋山ゆかり - 経営コンサルタント（奈良先端大工学）
- 池上重輔 - 早稲田大学教授（早大商、ケンブリッジMBA、シェフィールド大修士、ケント大修士、一橋経営博士）
- 池田千恵 - 「朝活」第一人者（慶総合政策）
- 石川真一郎 - ゴンゾ代表取締役副社長（東大理院、INSEAD MBA）

- 岩下充志 - 元Facebook Japan代表取締役（東大教養、コロンビアMBA
- 岩瀬大輔 - ライフネット生命保険代表取締役社長（東大法、ハーバードMBA）
- 岩田真吾 - 三星グループ代表（慶大法）
- 岩田拓真- A.school代表 (京大総人、東大院工学)
- 今村英明 - 信州大学教授・早稲田大学客員教授（東大経済、スタンフォードMBA）
- 内田和成 - 早稲田大学教授（東大工、慶大MBA）
- 各務茂夫 - 東京大学教授（一橋商、IMD MBA）
- 金子順一 - 元厚生労働事務次官（一橋商）
- 亀井善太郎 - 元衆議院議員（慶大経済）
- 北野唯我 - ワンキャリア取締役（神戸大経営）
- 姜裕文 - リプラス代表取締役CEO（東大経済）
- 菅野寛  - 一橋大学教授・早稲田大学教授（東工大工院、カーネギーメロンMBA）
- 木下栄一郎 - 元名古屋電気鉄道代表取締役社長（東大法）
- 五味廣文 - 元金融庁長官（東大法、ハーバードLLM）
- 三枝匡 - ミスミグループ本社名誉会長・内閣府参与・一橋大学客員教授（日本支社採用第1号）（一橋経済、スタンフォードMBA）
- 阪口大和 - 立正大学経営学部教授（東大法、ミシガンMBA）
- 佐藤智恵（東大教養、コロンビア大MBA）
- 清水紀彦 - 一橋大学教授（慶大経済、スタンフォードMBA）
- 正田修 - 日清製粉グループ本社相談役（東大法、ハーバードMBA）
- ジェイムズ・アベグレン - 初代日本法人社長、元上智大学教授（ハーバード、シカゴ大）
- 杉田浩章 - 元BCG日本代表、早稲田大学教授（東工大工、慶大MBA）
- 鈴木貴博 - 経済評論家（東大工）
- 鈴木智子 - 一橋大学教授（聖心女子大、一橋経営博士）
- 鶴野史朗 - アイ・アール ジャパンホールディングス創業者（一橋経済、一橋商院）
- 冨山和彦 - 経営共創基盤代表取締役（東大法、スタンフォードMBA）
- 名和高司 - 一橋大学教授（東大法、ハーバードMBA）※マッキンゼーにも在籍
- 西浦裕二 - 三井住友トラストクラブ会長・元アクサ生命保険会長兼アクサ損害保険会長（一橋社会）
- 長谷川榮一 - 内閣総理大臣補佐官（政策企画担当）（第2次安倍改造内閣）（東大法、タフツ院）
- 秦充洋 - ケアネット共同創業者、元ジーパラドットコム社長（一橋商）
- 服部正太 - 構造計画研究所代表取締役社長CEO（東大教養院、MIT院）
- 樋口泰行 - マイクロソフト日本法人代表執行役最高執行責任者（大阪大工、ハーバードMBA）
- 藤代健吾 - 印西市長（早稲田政経）
- 堀紘一 - ドリームインキュベータ会長（東大法、ハーバードMBA）
- 星純一- 経営コンサルタント、マッキンゼー・アンド・カンパニー、元ゴールドマン・サックスグループ取締役（東大法、ハーバードMBA)
- 水越豊 - 元BCG日本代表、KIT虎ノ門大学院客員教授（東大経済、スタンフォードMBA）
- 御立尚資 - 元BCG日本代表、京都大学特別教授（京大文、ハーバードMBA）
- 三谷宏治 - KIT虎ノ門大学院主任教授（東大理、INSEAD MBA）
- 三谷宏幸 - ノバルティスファーマ元社長（東大工、スタンフォードMBA）
- 宮澤孝夫 - ハルメク社長（東大理院、UCLA MBA）
- 矢吹雄平 - 岡山大学教授（一橋経、慶大MBA、京大経済博士）
- 山口周 - 独立研究者・著作家 パブリックスピーカー（慶大文、慶大文院）
- 上野山勝也 - 株式会社PKSHA Technology 代表取締役

## 主な出版物
- 『全社デジタル戦略 失敗の本質』（ボストン コンサルティング グループ編　日経BP）
- 『BCGが読む経営の論点2025』（佐々木靖、陳昭蓉、中川正洋、滝澤琢、込山努、小柴優一、繁田健、平慎次、シュノッツ ダニエル 慎偉、森田章、佐野徳彦、北川寛樹、豊島一清、阿川大、紀平啓子、平谷悠美、中村健、平井陽一朗、福島広造、加来一郎、辻垣元 著 日本経済新聞出版）
- 『BCGの 育つ力・育てる力 』(木村亮示、木山聡 著 日経文庫 日本経済新聞出版)
- 『BCG流 調達戦略 経営アジェンダとしての改革手法』（ボストン コンサルティング グループ 調達チーム著 日本経済新聞出版）
- 『BCGが読む経営の論点2024』（佐々木靖、丹羽恵久、平慎次、豊島一清、中川正洋、森田章、佐野徳彦、内田康介、北川寛樹、木村亮示、横瀧崇、平谷悠美、植田和則、小柴優一、阿川大、竹内達也、折茂美保 著 日本経済新聞出版）
- 『新規事業着工力を高める』（内田有希昌 著 東洋経済新報社）
- 『BCGデジタル・パラダイムシフト』（岩渕匡敦、櫻井佑介、高柳慎一、関根正之、後藤崇夫、花城泰夢、大多和裕子、久保俊彦、鳥谷部昭寛、平井陽一朗、苅田修、ロマン・ ド・ロービエ、渡辺英徳、平野聡久、菅野開、小清水大、山形佳史、橋本達也、松矢順一、新井伸浩、山田康隆、平谷悠美 著 日本経済新聞出版）
- 『BCGが読む経営の論点2023』（佐々木靖、木村亮示、富永和利、滝澤琢、長谷川晃一、和泉英伸、森田章、平谷悠美、鹿野洋、丹羽恵久、折茂美保、塚原義章、久保田一輝、平野聡久、葉村真樹、森原誠、岩渕匡敦 著 日本経済新聞出版）
- 『BCGカーボンニュートラル実践経営』（内田有希昌、東海林一、丹羽恵久、折茂美保、森原誠、黒岩拓実 著  日経BP）
- 『BCGカーボンニュートラル経営戦略』（内田有希昌、折茂美保、森原誠、梅田由記、桜井一正、栗原勝芳、関根正之、黒岩拓実、戸部克弘、東海林一、丹羽恵久、木山聡、井上潤吾、半谷陽一、内藤純、森田章、藤本浩史、久保直人、伊藤興一、服部奨、華表良介 著 日本経済新聞出版）
- 『BCGが読む経営の論点2022』（内田有希昌、東海林一、服部奨、森田章、内藤純、桜井一正、陳昭蓉、瀧川哲也、富永和利、北沢真紀夫、加来一郎 著 日本経済新聞出版）
- 『BCGが読む経営の論点2021』（東海林一、秋池玲子、内田康介、服部奨、加来一郎、栗原勝芳、岩渕匡敦、豊島一清、長谷川晃一、高部陽平、平野聡久、ド・ロービエ ロマン、市川博久、森田章、桜井一正、北沢真紀夫、折茂美保、平井陽一朗 著 日本経済新聞出版）
- 『プロフェッショナル経営参謀』（杉田浩章著 日本経済新聞出版）
- 『BCGが読む経営の論点2020』（秋池玲子、東海林一、森田章、丹羽恵久、高部陽平、平谷悠美、岩渕匡敦、内田康介、陳昭蓉、加来一郎、竹内達也、折茂美保、佐野徳彦 著 日本経済新聞出版）
- 『デジタル革命時代における金融経営』（ボストン コンサルティング グループ 金融グループ著、一般社団法人 金融財政事情研究会）
- 『BCGが読む経営の論点2019』（内田康介、北沢真紀夫、古宮聡、桜井一正、佐々木靖、東海林一、高部陽平、津坂美樹、平井陽一郎、森田章 著 旧 日本経済新聞出版社）
- 『BCGデジタル経営改革』（高部陽平、富屋有治、森田章、椎橋徹夫、大橋健一郎、小森博仁、有本憲司、平井陽一朗、山形佳史、杉田浩章、佐々木靖、平野聡久、荻原英吾、関根正之 著 旧 日本経済新聞出版社）
- 『デジタル革命時代における保険会社経営』（ボストン コンサルティング グループ 保険グループ著、一般社団法人 金融財政事情研究会）
- 『BCGが読む経営の論点2018』（井上潤吾、植草徹也、加来一郎、木村亮示、木山聡、佐々木靖、東海林一、高部陽平、丹羽恵久、服部奨、森健太郎、森田章、山井康浩 著 旧 日本経済新聞出版社）
- 『BCG経営コンセプト 市場創造（イノベーション）編』（内田和成 著、BCG企画・解説、東洋経済新報社）
- 『BCG経営コンセプト 構造改革（イネーブルメント）編』（菅野寛 著、BCG企画・解説、東洋経済新報社）
- 『BCG流 戦略営業』（杉田浩章著、日経ビジネス人文庫）
- 『戦略にこそ「戦略」が必要だ: 正しいアプローチを選び、実行する』(御立尚資、木村亮示監訳、須川綾子訳 旧 日本経済新聞出版社)
- 『BCGの特訓―成長し続ける人材を生む徒弟制』（木村亮示、木山聡 著 旧 日本経済新聞出版社）
- 『ジオエコノミクスの世紀： Gゼロ後の日本が生き残る道』（イアン・ブレマー、御立尚資著 旧 日本経済新聞出版社）
- 『組織が動くシンプルな6つの原則: 部門の壁を越えて問題を解決する方法』（イヴ・モリュー、ピーター・トールマン著 重竹尚基、東海林一 監訳、ダイヤモンド社）
- 『ビジネスゲームセオリー: 経営戦略をゲーム理論で考える』（柳川範之・御立尚資著、日本評論社）
- 『世界を動かす消費者たち: 新たな経済大国・中国とインドの消費マインド』（市井茂樹、津坂美樹監訳、北川知子訳、ダイヤモンド社）
- 『BCG 未来をつくる戦略思考――勝つための50のアイデア』（リッチ・レッサー、デビッド・ローズ、ジャンメジャヤ・シンハ、マイケル・ダイムラー著、御立尚資監訳、東洋経済新報社）
- 『BCG流 最強の思考プロセス――いかにして思い込みを捨て「新しい箱」をつくり出すか 』（リュック・ド・ブラバンデール、アラン・イニー著、松本剛史訳 旧 日本経済新聞出版社）
- 『BCG流 プロフェッショナルの仕事力: 世界屈指のコンサルティングファームでビジネスリーダーたちは何を身に付けたのか』（ボストン コンサルティング グループ編、東洋経済新報社）
- 『BCG流 病院経営戦略』（植草徹也、北沢真紀夫、堤裕次郎、塚原月子著、エルゼビア・ジャパン）
- 『変化の時代、変わる力』（御立尚資著 旧 日本経済新聞出版社）
- 『守りつつ攻める企業』（井上潤吾著、東洋経済新報社）
- 『BCG流 経営者はこう育てる』（菅野寛著、日経ビジネス人文庫）
- 『ウーマン・エコノミー』（マイケル・J・シルバースタイン、ケイト・セイヤー著、津坂美樹、森健太郎監訳、石原薫訳、ダイヤモンド社）
- 『思考する営業』（杉田浩章、ダイヤモンド社）
- 『不況後の競争はもう始まっている』（ボストンコンサルティンググループ著、ダイヤモンド社）
- 『経営思考の「補助線」』（御立尚資 旧 日本経済新聞出版社）
- 『新興国発 超優良企業』（ハロルド・L・サーキン、ジェームズ・W・ヘマリング、アリンダム・K・バッタチャヤ著、水越豊監修、中山宥訳、講談社）
- 『仮説思考』（内田和成著、東洋経済新報社）
- 『経営者になる 経営者を育てる』（菅野寛著、ダイヤモンド社）
- 『戦略｢脳｣ を鍛える』（御立尚資著、東洋経済新報社）
- 『BCG戦略コンセプト』（水越豊著、ダイヤモンド社）